# ميل لوبيز
ميل لوبيز هو سياسي فلبيني، ولد في 1 سبتمبر 1935 في مانيلا في الفلبين، وتوفي في 2017 في كيزون في الفلبين بسبب نوبة قلبية. حزبياً، نشط في بارتيدو ليبرال (بيليبيناس). وقد انتخب عضو مجلس النواب في الفلبين.